# Kirchplatz 9 (Mönchengladbach)

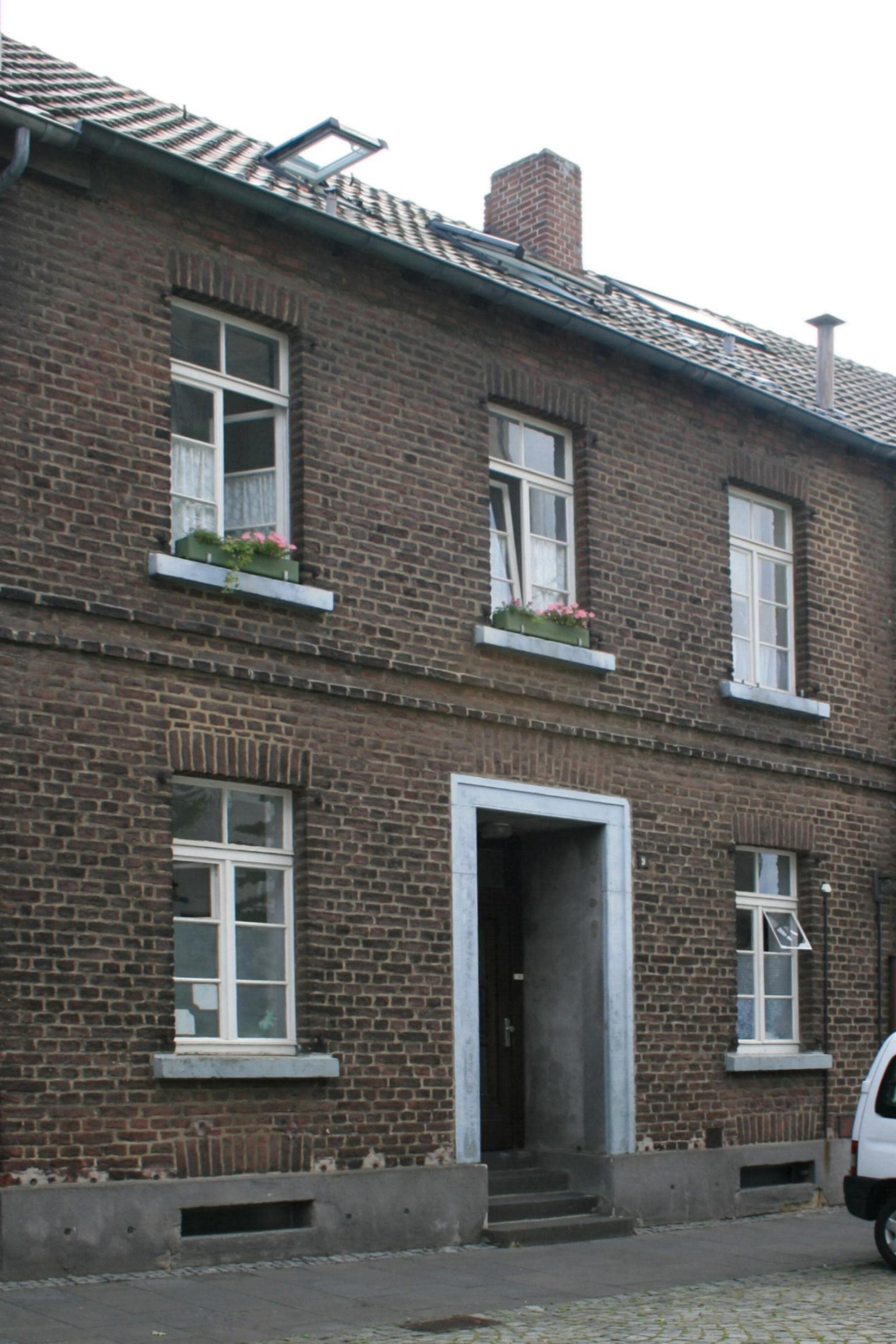
Wohnhaus (2010)

Das Wohnhaus Kirchplatz 9 steht in Mönchengladbach (Nordrhein-Westfalen) im Stadtteil Gladbach.
Das Gebäude wurde in der ersten Hälfte des 19. Jahrhunderts erbaut. Es wurde unter Nr. K 090  am 21. Juni 2006 in die Denkmalliste der Stadt Mönchengladbach eingetragen.

## Lage
Das Objekt Kirchplatz 9 liegt auf dem höchsten Punkt des Abteibergs auf der Südseite der denkmalgeschützten spätgotischen Hauptpfarrkirche. Das Objekt ist unverzichtbarer Bestandteil einer geschlossenen Gebäudezeile, zu denen auch die benachbarten Objekte Kirchplatz 6–8 und 10–13 gehören. Die Gebäudezeile schließt den Kirchplatz nach Süden gegen das Geländegefälle zur Abteistraße anstelle einer noch in der Urkarte von 1812/13 dokumentierten Böschungsmauer ab, die den ehemaligen Kirchhof der Hauptpfarrkirche begrenzte.

## Architektur
Bei den denkmalwerten Gebäuden handelt es sich um zweigeschossige, in unverputztem Backstein unter Ziegeldach errichtete Wohnhäuser. Das Gebäude Kirchplatz 7 ist dreiachsig ausgebildet. Über dem glatt gemauerten Sockel (Liedberger Sandstein) mit querrechteckigen Kellerfenstern folgen Erdgeschoss und Obergeschoss, die durch zwei horizontale Backsteinbänder in Friesform getrennt werden.
Die hochrechteckigen Fenster besitzen einen scheitrechten Sturz und erneuerte Fensterrahmen mit aufgesetzten Sprossen in Holz. Die Sohlbänke sind aus Liedberger Sandstein gehauen. Der mittelaxial angeordnete Hauseingang besitzt eine Natursteinrahmung ebenfalls aus Liedberger Sandstein. Die zweiflügelige Haustür ist original erhalten und zurückversetzt über drei Blockstufen aus Basaltlava zu erreichen.
Die Gartenseite folgt gestalterisch grundsätzlich der Front. Es fehlen jedoch die horizontalen Backsteinbänder. Die Gartenfassade besitzt die alten Holzfenster mit glasteilenden Sprossen. Über das Kellergeschoss, das eine Ziegelkappendecke besitzt, ist das ebenerdig sich anschließende Gartengrundstück zu begehen. An der Abteistraße/Propst-Kauff-Stiege wird das Grundstück durch eine Böschungsmauer abgefangen und eingefriedet. Die aus Backsteinen gemauerte Stützmauer besteht zur Abteistraße aus sechs Feldern und ist verputzt. Gegliedert wird sie durch Pilaster mit Rauputzrustika, um die der einfach abgesetzte Sockel verkröpft ist. Die Pilaster enden mit einem Kapitell in einer Art Kissen, das als 3/4-Rundstab entlang des oberen Mauerabschlusses angeordnet ist. Darüber ist ein moderner, aber ebenfalls verkröpfter Abschlusssockel aus Beton aufgelegt. Die Wandfelder haben breite geriefte Rahmen und glatt verputzte Spiegel. Im von Westen gerechnet dritten Wandfeld ist ein von vier Konsolen getragener balkonartiger Ausbau vorhanden.
In das der Mauer aufgesetzte schmucklose moderne Gitter, das den Gartenbereich sichert, hat sich an dieser Stelle eine Sandsteinplatte mit Sonnenstrahlen und den Initialen „MP“ (?) erhalten. Zur Propst-Kauff-Stiege ist die Mauer backsteinsichtig mit einer giebelförmigen Schrägverdachung ausgebildet. Die Mauer kragt am Gebäude Kirchplatz 6 leicht gegenüber dem Nachbarhaus vor, wodurch die Ecke hier risalitartig betont wird. Ihr Baujahr dürfte um die Zeit 1890/1900 liegen.